# 311 (группа)
311 — американская рок-группа из города Омаха, штат Небраска. Образована в 1988 году Ником Гексумом (вокал и гитара), Джимом Уотсоном (соло-гитара, его впоследствии заменил Тим Махоуни), Аароном «P-Nut» Уиллсом (бас-гитара) и Чедом Секстоном (ударные). В 1992 году к группе присоединился Дуглас «S.A.» Мартинес.
На настоящий момент группа выпустила десять студийных альбомов, один «живой альбом», пять мини-альбомов, четыре альбома-компиляции и четыре DVD. С 1991 года группа была подписана на Capricorn Records. В 1993 году был выпущен дебютный альбом Music, а в 1994 году — альбом Grassroots. Третий альбом под названием 311 (1995) стал платиновым, заняв 12 место в чарте Billboard 200. Синглы «Down» и «All Mixed Up» занимали верхние строчки в Billboard Hot Modern Rock Tracks в 1996 году. Последующие альбомы были не так успешны, как альбом 311, но всё же становились золотыми или даже платиновыми. На 2011 год группа продала более 8,5 миллионов альбомов в США.
311 в своей музыке совмещает много стилей. Обычно их относят к альтернативному року, но в их песнях присутствуют такие направления как рэп-рок, рэп-метал, фанк-рок, фанк-метал, ска-панк, регги и джаз-фьюжн.

## История

### 1989—1992: Ранние записи
Группа образована в 1988 году Ником Гексумом и Чедом Секстоном. Название 311 отображает полицейский код хулиганства «непристойное обнажение» города Омаха, штат Небраска.
Первое самостоятельное издание 311 появилось в 1989 году и называлось Downstairs EP. Этот мини-альбом был записан в подвале дома вокалиста группы Ника Гексума. Альбом содержал шесть композиций и официально не издавался. В 1990 году выходит второй самостоятельный релиз под названием Dammit!, который был выпущен тиражом всего в 300 кассет. Dammit! — единственный альбом, на котором присутствует Джим Уотсон. Затем следует Unity, записанный в 1990 году и изданный в 1991 тиражом в 1500 экземпляров (1000 на CD и 500 на кассетном носителе). После этого группа начинает выступать на местных концертных площадках и к ней присоединяется Дуглас Мартинес, который участвовал в записи некоторых песен с предыдущих альбомов. В 1992 году выходит четвёртый и последний неофициальный релиз — мини-альбом Hydroponic EP, состоящий из шести композиций, большинство из которых в 1993 году появятся на дебютном альбоме Music.

### 1993—1994: Первые альбомы
Дебютный студийный альбом Music вышел 9 февраля 1993 года на лейбле Capricorn Records. Сингл «Do You Right» получил ротацию на радиостанциях и занял 27-е место в Modern Rock Tracks. Однако альбом в чарты Billboard не попал.
После выхода Music группа оплатила собственный тур, путешествуя в старом трейлере, позаимствованном у отца Чеда Секстона. В качестве двигательной силы группа арендовала микроавтобус Volkswagen. По пути на один из концертов автомобиль с прицепом-трейлером потерял управление и, вылетев с дороги по крутому склону, загорелся. По счастливой случайности, никто не погиб, но сгорело всё оборудование группы. Этот случай отражён в песне «Omaha Stylee».
12 июля 1994 года выходит альбом Grassroots, который занял 8-е место в чарте Heatseekers и 193-е место в Billboard 200. Ни один сингл альбома в чарты не вошёл.

### 1995—2001: Попадание в мейнстрим
25 июля 1995 года 311 выпускает одноимённый альбом, известный также как The Blue Album. Альбом стал самым продаваемым релизом группы, получив сертификат трижды платинового диска от Американской ассоциации звукозаписывающих компаний, всего было продано более трёх миллионов копий альбома. Сингл «Don’t Stay Home» занял 29 место в чарте Billboard. Сингл «Down» вышел через четырнадцать месяцев после выхода альбома и был очень популярен на радиостанциях, заняв первое место в Modern Rock Tracks. Клип на песню транслировался по MTV. Следующий сингл «All Mixed Up» также был успешным и занял 4 места в чарте Modern Rock.
Весь следующий год продолжались гастроли по стране, группа также выступила с песней «Down» на шоу Дэвида Леттермана. 5 ноября 2006 года выходит первый DVD группы Enlarged to Show Detail, который получил сертификат платинового диска.
5 августа 1997 года выходит альбом Transistor, стартовавший на 4 позиции в чарте Billboard 200. Известность получили такие песни как «Beautiful Disaster», «Transistor» и «Prisoner». В альбоме практически отсутствуют элементы хип-хопа, и лирика стала более серьёзной. Хоть альбом не получил большой популярности, он быстро стал платиновым.
В конце 1998 года вышел сборник песен с первых неофициальных релизов под названием Omaha Sessions, а также концертный альбом Live.
Пятый студийный альбом Soundsystem вышел 12 октября 1999 года. Хитом из альбома стала песня «Come Original», занявшая шестое место в Modern Rock Tracks и получившая ротацию на радио и по MTV. В видео к песне «Flowing», второму синглу альбома, появляется Эдди Томас, известный благодаря фильму Американский пирог.
Успех альбомов поспособствовал тому, чтоб в 1999 году первые альбомы, Music и Grassroots получили сертификаты золотых дисков.
11 марта 2000 года в Новом Орлеане впервые отмечается праздник «311 Day», на котором группа исполняет 47 своих песен. С этого момента праздник отмечается каждый чётный год в Новом Орлеане.
В конце 2000 года группа начинает записывать новый альбом на студии The Hive в Северном Голливуде, Калифорния. Альбом From Chaos выходит 19 июня 2001 года, дебютировав на 10 позиции в Billboard 200. Клип на песню «You Wouldn’t Beleve» с участием баскетболиста Шакила О’Нила имел успех на MTV. Наиболее известным стал сингл «Amber», сыгранный в стиле рэгги и получивший сертификат золотого диска.

### 2002—2008: Потеря коммерческого успеха, изменение стиля и перерыв

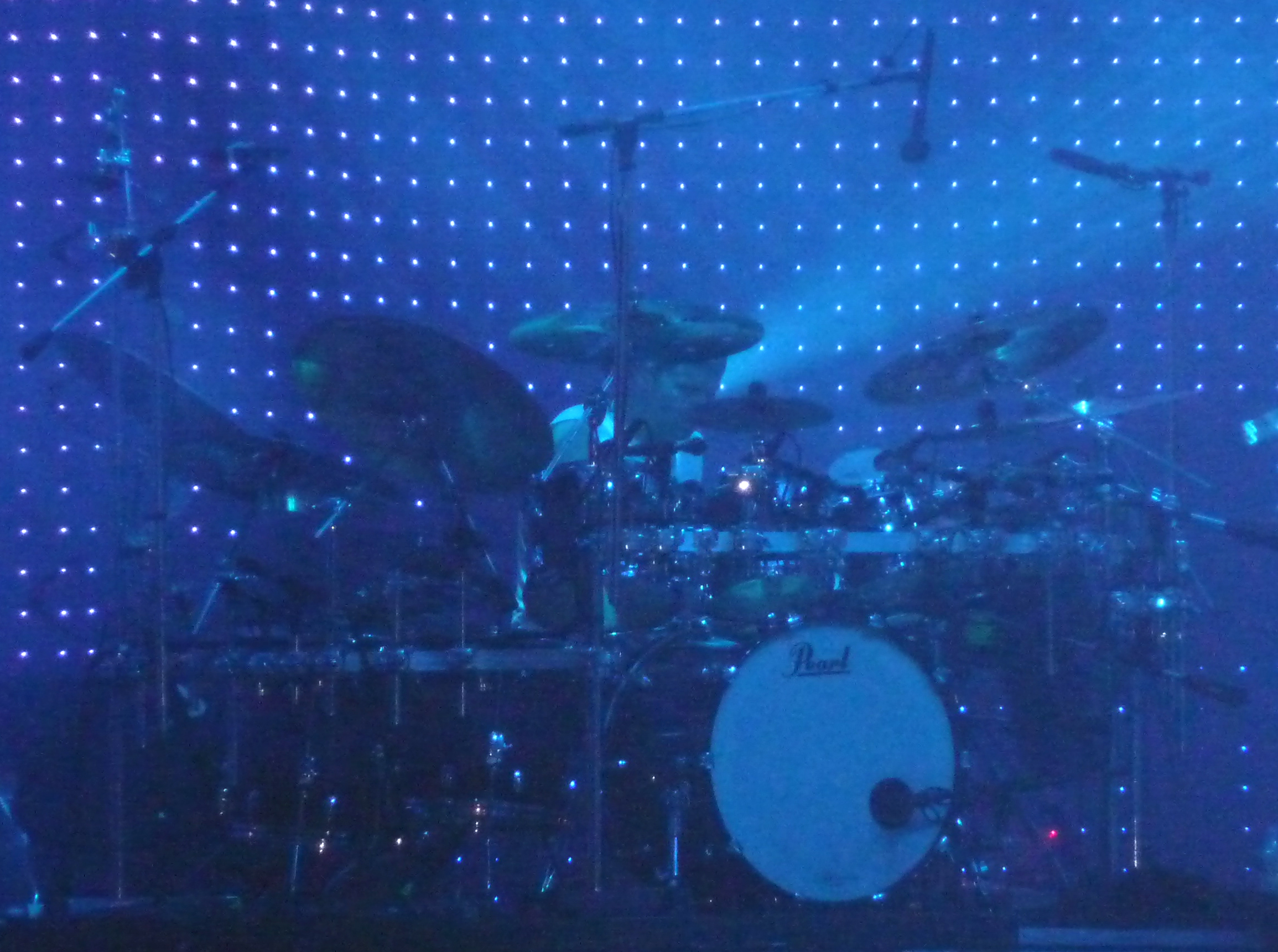
Барабанщик Чед Секстон играет на концерте в Солт-Лейк-Сити, 2009 год

22 июля 2003 года выходит в свет седьмой студийный альбом под названием Evolver, который дебютирует на 10 позиции в Billboard 200. Сингл «Creatures (For a While)» занимает 3 место в Modern Rock Tracks. Этот альбом впервые за несколько лет демонстрирует тяжёлое звучание, но оказывается не успешным в коммерческом плане. Это первый студийный альбом 311, не получивший сертификата.
13 февраля 2004 года выходит синглом кавер-версия песни «Love Song» группы The Cure, которая занимает первое место в чарте Billboard Modern Rock Tracks. Песня входит в саундтрек к фильму 50 первых поцелуев. 8 июня 2004 группа выпускает сборник хитов Greatest Hits '93-'03, который дебютировал под номером 7 в Billboard 200. В альбоме присутствуют две новые песни: «How Do You Feel?» и «First Straw», последняя из которых стала вторым синглом и заняла 14 место в чарте Modern Rock.
16 августа 2005 года — дата релиза альбома Don't Tread on Me. Альбом выполнен в стиле рэгги-рок и не имел успеха. Несмотря на это синглы «Speak Easy» и «Frolic Room» дошли до первой двадцатки в чарте Modern Rock, а сингл «Don’t Tread on Me» достиг второй позиции. После выхода альбома группа отправляется в продолжительное турне, закончившееся осенью 2006 года.
В целом в 2003—2005 годах публика теряет интерес к 311, которые меняют свой стиль на регги-рок. Осенью 2006 года группа берёт первый перерыв с начала существования, участвуя лишь в небольших турах. В январе 2007 Ник Гексум со своим братом Заком Гексумом на студии The Hive записывают песню «Reggae Got Soul», вошедшую в саундтрек к анимационному фильму Лови Волну!.

### с 2009: Возвращение
С начала 2009 года группа записывает девятый студийный альбом, который выходит 2 июня 2009 года под названием Uplifter. Альбом спродюсировал известный музыкальный продюсер Боб Рок. Uplifter дебютировал на 3 месте в Billboard 200, что является лучшей позицией группы на сегодняшний день. Сразу после выхода альбома начались гастроли, закончившиеся осенью 2010 года. В это время 311 начинает записывать новый материал.
Десятый по счёту альбом выходит 19 июля 2011 года и называется Universal Pulse. Альбом стал самым коротким в истории группы и включает в себя всего восемь треков. Первым синглом стала песня «Sunset in July», занявшая седьмую позицию в Alternative Songs. Композиция «Count Me In» стала вторым синглом и заняла 31 первое место в чарте Alternative Songs. Альбом в целом получил среднюю оценку от многих изданий.

## Участники
- Ник Гексум (Nick Hexum) — вокал, ритм-гитара (1988 — настоящее время)
- Дуглас Мартинес (Douglas «S.A.» Martinez) — вокал, тёрнтейбл, DJ (1992 — настоящее время)
- Тим Махоуни (Tim Mahoney) — соло-гитара (1988—1990, 1991 — настоящее время)
- Аарон Уиллс (Aaron «P-Nut» Wills) — бас-гитара (1988 — настоящее время)
- Чед Секстон (Chad Sexton) — ударные, перкуссия (1988 — настоящее время)

### Бывшие участники
- Джим Уотсон (Jim «Jimi» Watson) — гитара (1990—1991)

## Дискография
Студийные альбомы
- Music (1993)
- Grassroots (1994)
- 311 (1995)
- Transistor (1997)
- Soundsystem (1999)
- From Chaos (2001)
- Evolver (2003)
- Don't Tread on Me (2005)
- Uplifter (2009)
- Universal Pulse (2011)
- Stereolithic (2014)
- Mosaic (2017)
- Voyager (2019)
- Full Bloom (2024)